# Der Kaufmann von Venedig (2004)
Der Kaufmann von Venedig  ist ein britischer Spielfilm  aus dem Jahre 2004, der auf William Shakespeares Stück Der Kaufmann von Venedig basiert. Es handelt sich um die erste Kinofassung dieses Stücks. Vorher waren bereits Fernsehfassungen erschienen.

## Handlung
In der Einleitung wird die antijüdische Gesetzgebung Venedigs im 16. Jahrhundert kurz umrissen: Juden müssen auf Ghetto leben, dürfen im Wesentlichen nur als Geldverleiher arbeiten und müssen in der Öffentlichkeit rote Hüte tragen. Nachts werden sie ins Ghetto eingesperrt. Gelegentlich finden Pogrome statt, bei denen Juden willkürlich ermordet werden. 
1596: Der venezianische Kaufmann Antonio hilft seinem Freund, dem jungen unverheirateten Bassanio finanziell. Bassanio will um die Hand der schönen Portia, einer reichen jungen Adeligen, anhalten und benötigt dafür Kapital. Antonio, dem mehrere Handelsschiffe gehören, borgt sich Geld beim jüdischen Geldverleiher Shylock. Shylock wird von der christlichen Mehrheit Venedigs verachtet, worunter er sehr leidet. Er hegt einen tiefen Groll gegen die Gesellschaft.
Shylock verzichtet vertraglich auf die üblichen Zinsen und verlangt als Sicherheit „ein Pfund Fleisch“ aus Antonios Körper. Antonio nimmt dieses nicht ernst und willigt ein. Er unterschreibt einen entsprechenden Schuldschein, weil er glaubt, dass seine Handelsschiffe bald reich beladen nach Venedig zurückkehren werden. Ein christlicher Diener Shylocks wechselt zu Bassanio, um für ihn zu arbeiten, was Shylock beleidigt. Shylocks Tochter Jessica nimmt ein Vermögen ihres Vaters und flieht mit einem Christen, der ihr die Ehe verspricht. Shylock ist am Boden zerstört und gesteht einem Freund, dass er lieber das „Pfund Fleisch“ aus Antonios Körper erhalte, als das Doppelte der Schulden.
Bassanio fährt zur Insel Belmont, dem Wohnort der schönen Portia. Dort besteht er auch die Prüfung, die Portias verstorbener Vater testamentarisch verfügt hat.
Die Bewerber um die Hand der Tochter müssen das richtige von drei Kästchen (einem goldenen, einem silbernen, einem bleiernen) auswählen. Eines von ihnen enthält ein Bild Portias. Zuvor waren bereits der Prinz von Marokko und der exzentrische Prinz von Aragón gescheitert. Bassanio und Portia sind sofort ineinander verliebt und sie feiern Verlobung. Auch Bassanios Freund Gratiano verlobt sich mit Portias Zofe Nerissa.
Dann erreicht Bassanio die schreckliche Nachricht: Antonio ist pleite: Seine Schiffe sind verschollen. Er kann Shylock die geschuldete Summe nicht rechtzeitig zurückzahlen. In einem Prozess versuchen die Richter und die Öffentlichkeit unter Vorsitz des amtierenden Dogen verzweifelt, Shylock von seinem Vorhaben abzubringen. Doch Shylock will sein Recht durchsetzen und das Fleisch aus Antonio herausschneiden. Dieser ist vollkommen hoffnungslos und meint, dass es sinnlos sei, an die Mildtätigkeit eines Juden zu appellieren. Plötzlich erscheint Portia als Mann verkleidet. Sie spielt den jungen „Advokaten“ Balthasar. Sie sagt Shylock, dass er Anspruch auf das Fleisch habe, er aber nicht das Christenblut vergießen dürfe. Tue er es doch, so drohe ihm die Todesstrafe und alle seine Güter würden vom Staat konfisziert. Als Shylock dann doch lieber das Geld haben möchte, sagte ihm Balthasar, dass er soeben versucht habe, als Fremder nach dem Leben eines Bürgers Venedigs zu trachten.
Deshalb falle die eine Hälfte seines Vermögens an die gegnerische Partei (Antonio), die andere Hälfte an den Staat. Shylock muss außerdem auf einmal um sein Leben betteln. Sogleich gewährt der Doge Gnade, ohne dass der Jude darum bitten muss. 
Antonio bietet dann großmütig die Rückgabe seiner Hälfte an, wenn Shylock zum Christentum konvertiere und seine Güter nach seinem Tod seiner Tochter Jessica und deren Freund Lorenzo vermache. Der gläubige Jude Shylock ist seelisch vollkommen gebrochen und akzeptiert. Er verlässt das Gericht als zerstörter Mensch. Bassanio dankt Balthasar überschwänglich und dieser verlangt den Verlobungsring, den er ihm/ihr auch schweren Herzens gibt. In Belmont offenbart Portia Balthasars Identität. Die Paare Portia-Bassanio und Nerissa-Gratiano feiern ihre Vermählung.
Der Kaufmann von Venedig  erhielt zwei Filmpreise und sieben weitere Nominierung und insgesamt gute Kritiken. Der Film hat eine 72 % positive Rate bei Rotten Tomatoes und eine positive Rate von 63/100 bei Metacritic. Die meisten Kritiker lobten die Darstellung des Shylock durch Al Pacino und die Darstellung Venedigs durch den Produktionsdesigner Bruno Rubeo. Dieser erhielt den Nastro d’Argento in der Kategorie „Szenografie“ durch das Nationale italienische Syndikat der Filmjournalisten.
2005 hatte der Film Premiere in Anwesenheit von Prince Charles, und er erhielt eine Nominierung der BAFTA für das beste Kostümdesign.

## Budget
Der größtenteils im Freilicht-Filmset „Venise-sur-Alzette“ im luxemburgischen Esch-sur-Alzette gedrehte Film hatte ein Budget von 30 Millionen US-Dollar und nahm 21.417.725 US-Dollar ein.

## Kritik
„Die Inszenierung wagt sich nicht wirklich an eine Interpretation des brisanten Stoffs heran, sondern beschränkt sich auf oberflächliche Schauwerte. Während Al Pacino als Shylock beeindruckt, agieren seine Co-Stars eher halbherzig.“